# Manuel Fernández (argentyński piłkarz)
Manuel Fernández (ur. 31 października 1983 w San Carlos de Bolívar) – argentyński piłkarz występujący na pozycji środkowego pomocnika, trener piłkarski.

## Kariera klubowa
Fernández pochodzi z miasta Bolívar w prowincji Buenos Aires. Jest wychowankiem tamtejszego amatorskiego klubu Empleados de Comercio de Bolívar, skąd w wieku siedemnastu lat przeniósł się do stołecznego drugoligowca Deportivo Morón. Tam nie potrafił się jednak przebić do pierwszego zespołu, wobec czego już po roku powrócił do rodzinnej miejscowości. Tam występował ponownie w Empleados de Comercio, a następnie w piątoligowym Sportivo Barracas. W sezonie 2003/2004 wywalczył z Barracas awans do czwartej ligi argentyńskiej. 
W późniejszych latach Fernández bez większych sukcesów kontynuował swoją karierę w trzecioligowym CA San Telmo, piątoligowym Deportivo Riestra i ponownie w czwartoligowym Sportivo Barracas. Następnie występował w piątoligowej hiszpańskiej ekipie Redován CF. Karierę piłkarską zakończył w wieku 25 lat wskutek poważnej kontuzji kolana. Występował na pozycji środkowego pomocnika z inklinacjami ofensywnymi.

## Kariera trenerska
| „Najlepszy szkoleniowiec jakiego poznałem? Manuel Fernández. Był pierwszym trenerem, którego spotkałem w Racingu i to on najwięcej mnie nauczył.”— Lautaro Martínez (2018) |

Jeszcze podczas swojej gry w piłkę Fernández studiował w Argentynie wychowanie fizyczne. W kolejnych latach był jednym z najbliższych współpracowników Fabio Radaellego, szefa akademii juniorskiej klubu CA Tigre. W latach 2009–2012 pracował w Tigre najpierw jako dyrektor klubowego internatu, a następnie asystent trenera Gustavo Acosty w drużynie rezerw. W 2012 roku przez sześć miesięcy był koordynatorem grup młodzieżowych w trzecioligowym Central Norte. W latach 2012–2015 wraz ze swoim przełożonym Radaellim pracował w słynnej akademii młodzieżowej krajowego potentata – zespołu Racing Club de Avellaneda. Początkowo był asystentem w rezerwach, zaś potem samodzielnie prowadził drużyny do lat piętnastu i siedemnastu. Jego podopiecznymi byli w tamtym czasie między innymi Lautaro Martínez czy Brian Mansilla. Trzykrotnie pracował z pierwszym zespołem jako asystent tymczasowego trenera (dwukrotnie Radaellego i raz Nacho Gonzáleza).
W latach 2016–2017 Fernández był asystentem szkoleniowca Martína Palermo w chilijskim zespole Unión Española. Następnie powrócił do ojczyzny, gdzie w latach 2017–2018 trenował rezerwy klubu Defensa y Justicia. We wrześniu 2017 po odejściu Nelsona Vivasa został tymczasowym trenerem pierwszej drużyny i poprowadził ją w dwóch meczach. W czerwcu 2018 ponownie objął tymczasowo zespół seniorów Defensy, mając za zadanie przygotować go do nowego sezonu do czasu wyboru nowego szkoleniowca. Trzy tygodnie później został zastąpiony przez Sebastiána Beccacece. We wrześniu 2018 wyjechał do Peru, zostając szkoleniowcem tamtejszej ekipy Sport Boys Association, walczącej o uniknięcie relegacji. Trenował ją przez dwa miesiące, po czym zrezygnował ze stanowiska ze względu na problemy organizacyjne klubu. W czterech ostatnich kolejkach zespół poprowadził Jesús Álvarez, który utrzymał Sport Boys w pierwszej lidze.
W marcu 2019 Fernández powrócił do Sport Boys, lecz jego drugi pobyt w tym klubie okazał się sporo gorszy niż poprzedni (tylko 3 zwycięstwa w 14 meczach), mimo implementacji ofensywnego stylu gry. Zajął ze Sport Boys ostatnie miejsce w tabeli, po czym w lipcu złożył rezygnację. Trzy miesiące później objął argentyńskiego drugoligowca Club Agropecuario Argentino.